# 吴克之
吴克之（1911年—1985年），男，广东琼山（今属海南）人，中华人民共和国军事人物，中国人民解放军少将。